# 羅渣·莊臣
羅渣·莊臣（英語：Roger Johnson，1983年4月28日—）是一名英格蘭職業足球員，司職後衛，現時效力英冠球會查爾頓。
羅渣·莊臣在韋甘比開展足球事業，以職業球員身份效力6年。他其後加盟卡迪夫城，成為勇闖2008年英格蘭足總盃決賽的成員之一，更兩度獲選球會年度最佳球員。2009年他轉投當時還在英超作賽的球會伯明翰城，效力兩季於球會降班後轉投狼隊。

## 生平

### 球會

#### 韋甘比
羅渣·莊臣早年曾參加樸茨茅夫及般尼茅夫的足球訓練，於15歲加入韋甘比青訓系統，在1999/2000年球季閉幕日為一隊首次上陣出戰劍橋聯，成為當時球會最年青的聯賽上陣球員，年僅17歲零8日。翌季羅渣·莊臣僅於對雷丁取得1次後補上陣機會。2001/02年球季由於球隊傷兵問題嚴重，時任領隊劳瑞·桑切斯（Lawrie Sanchez）派遣羅渣·莊臣上陣7場聯賽，並在對諾士郡取得首個入球，韋甘比隨即提供三年新約予羅渣·莊臣，但他不幸因傷提早結束球季。2002/03年球季羅渣·莊臣為球隊在各項賽事合共上陣35場及射入3球。2003/04年球季在領隊托尼·亚当斯麾下雖然未能站穩正選席位，但仍獲球迷選為「年度最佳球員」（Fans' Player of the Year）。
托尼·亚当斯僅任教一季後便離隊，羅渣·莊臣成為球隊當然正選，更獲於2004年11月上任的領隊约翰·高曼（John Gorman）委任為隊長，並於12月續約至2007年夏季。

#### 卡迪夫城
2006年7月4日羅渣·莊臣於為韋甘比上陣182場及射入22球後，以27萬5,000英鎊轉投卡迪夫城，雖然其南威爾斯敵對球隊史雲斯亦對羅渣·莊臣有意，但其10萬英鎊出價被韋甘比拒絕。
羅渣·莊臣於加盟頭半季主要擔任後補球員，其後與荷蘭外援格連·盧雲斯（Glenn Loovens）組成穩固的中路拍檔，使隊長达伦·普尔斯（Darren Purse）無路請纓。2007/08年球季羅渣·莊臣更經常取得入球，於對诺里奇城的聯賽末段射入致勝球，而對白禮頓的英格蘭聯賽盃第一圈更在加時賽才射入唯一入球淘汰對手；作客對侯城於完場前為球隊扳平2-2及對普雷斯頓再入1球協助球隊最終反勝2-1。羅渣·莊臣於英格蘭足總盃半準決賽作客對當時尚在英超的米杜士堡射入，為卡迪夫城鎖定2-0勝局，而他在「塞文區打吡」（Severnside Derby）主場頂入布里斯托城大門已是他季內第七個入球。於卡迪夫城晉級足總盃決賽過程中的6場賽事羅渣·莊臣全部均有上陣，但在決賽以0-1不敵樸茨茅夫只能屈居亞席。球季結束後，他獲選球會「年度最佳球員」。
2008年夏季羅渣·莊臣一直與葉士域治及西布朗扯上關係，但兩隊的出價均被卡迪夫城拒絕。新球季展開後羅渣·莊臣仍然留隊，但他的中路拍檔格連·盧雲斯離隊轉投，於揭幕日主場對修咸頓，羅渣·莊臣又在完場前為球隊奠定勝局，以2-1的比數旗開得勝。雖然經常轉換拍檔，羅渣·莊臣是陣中唯一於季內踢足全部賽事每一分鐘的球員，更超越為球隊上陣100場的里程碑，直至2009年4月11日作客2-0擊敗水晶宮，他被對方守將克劳德·戴维斯（Claude Davis）用手肘撞中喉嚨而受傷離場，事後羅渣·莊臣感到呼吸困難而需要留醫兩日，於接下來一星期更要每天接受檢查。其後戴维斯因粗暴行為被英格蘭足球總會判罰停賽三場。羅渣·莊臣缺席球隊下一場3-1擊敗般尼的賽事，於翌週0-6大敗於普雷斯頓腳下復出。4月26日他連續兩年獲選球會「年度最佳球員」，更入選「PFA英冠年度最佳陣容」。

#### 伯明翰城
2009年6月卡迪夫城接納伯明翰城的500萬英鎊出價，此前曾兩度拒絕對方的出價，羅渣·莊臣於6月25日簽署三年合式正式加盟，於球季揭幕日以0-1負於曼聯有令人驚喜的處子演出，季初直到聖誕節前球隊更保持12場不敗的戰績，是球會在頂級聯賽的一項記錄，而羅渣·莊臣是陣中的主將。加盟首個球季羅渣·莊臣在全部38場英超聯賽正選上陣，另外在英格蘭足總盃亦上陣5仗。
2010年8月29日於作客2-2賽和保頓射入加盟以來首個入球。

### 狼隊

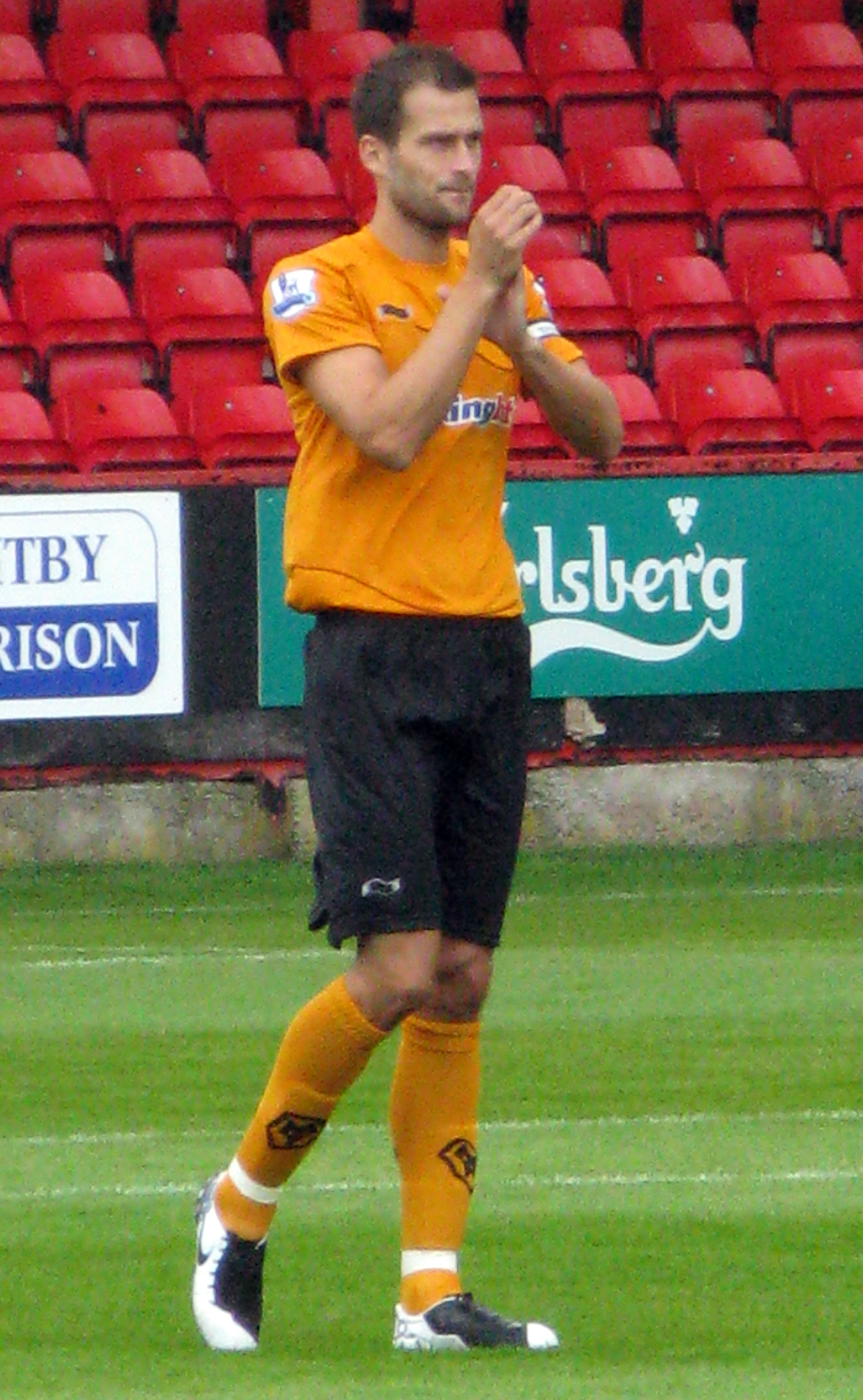
穿上狼隊球衣在季前熱身賽上陣

2011年7月13日羅渣·莊臣轉投英超球會狼隊，簽約四年，轉會費沒有透露，但據報達到700萬英鎊，平狼隊歷來付出最高轉會費記錄，但狼隊表示報導的金額過於誇張，其後獲悉其身價僅超越400萬英鎊。新球季展開前，羅渣·莊臣獲委任為球隊隊長。
2013年6月24日，要降落英甲作賽的狼隊宣佈有4名未約滿球員放入可轉會名單，羅渣·莊臣為其中之一。
2013年9月16日，英冠錫周三完成手續向英甲狼隊借用羅渣·莊臣，借用期為三個月。

## 私人生活
羅渣·莊臣與家中的兄弟同為車路士的支持球迷，更曾持有季票長達10年。2007年6月1日他娶模特兒梅利莎（Melissa）為妻，兩人青梅竹馬，並育有一名女兒波姬（Brooke）。

## 榮譽

### 球會
卡迪夫城
- 英格蘭足總盃亞軍：2007/08年；

伯明翰城
- 英格蘭聯賽盃冠軍：2010/11年；

### 個人
- PFA英乙年度最佳陣容：2005/06年；
- PFA英冠年度最佳陣容：2008/09年；

## 外部連結
- Roger Johnson player profile at cardiffcityfc.co.uk
- Roger Johnson player profile at wwfc.com
- 足球数据库：羅渣·莊臣的球员统计数据